# Fresnoy-la-Rivière

Fresnoy-la-Rivière este o comună în departamentul Oise, Franța. În 1 ianuarie 2022 avea o populație de 681 de locuitori.